# Обыдов, Дмитрий Владимирович
Дмитрий Владимирович Обыдов (4 января 1957 — 23 ноября 2010) — российский энтомолог, старший научный сотрудник отдела фондов Государственного Биологического музея им. К. А. Тимирязева. Автор 90 научных статей и 4 монографий. Являлся членом Бельгийского энтомологического общества и ряда других. Систематизировался на Carabidae. Совершал научные экспедиции, открывал и описывал новые виды насекомых.
Активно участвовал в проекте «Атласа жуков России» ЗИН РАН, где опубликовал более 500 страниц.
Последняя фотовыставка учёного прошла в Биологическом музее в 2010—2011 годах.
В его честь назван вид жуков-усачей Agapanthia obydovi.